# Brețcu
Brețcu (en hongrois: Bereck) est une commune roumaine du județ de Covasna dans le Pays sicule en Transylvanie. Elle est composée des trois villages suivants :
- Brețcu, siège de la commune
- Mărtănuș (Kézdimartanos)
- Oituz (Ojtoztelep)

## Localisation
Brețcu est situé à l'extrémité est du județ de Covasna, à l'est de la Transylvanie, sur les rives de la Brețcu, sur la route entre Moldavie et Transylvanie.

## Monuments et lieux touristiques
- Site archéologique romain "Castrum Angustia"
- Église “Saint Nicolas” du village de Brețcu (construite en 1783), monument historique
- Église “Assomption de Marie” du village de Mărtănuș (construite en 1796), monument historique
- Église catholique Sf. Fabian et Sebastian du village de Oituz (construite en 1890)
- Porte sicule de Brețcu (construction XIXe siècle), monument historique
- Site archéologique Cetatea Rákóczy du village de Oituz
- Site archéologique  Cetatea Veneturné du village de Brețcu
- Rivière Brețcu

## Personnalités
- Gábor Áron (* 27 novembre 1814 - † 2 juillet 1849), héros de la Révolution hongroise de 1848

## Jumelages
- Hódmezővásárhely (Hongrie)